# سرگذشت یک شیطان
سرگذشت یک شیطان (کره‌ای: 악인전기) مجموعه تلویزیونی محصول کره جنوبی در سال ۲۰۲۳ با بازی شین ها کیون، کیم یونگ کوانگ و شین جه-ها است. این مجموعه از ۱۴ اکتبر تا ۱۳ نوامبر ۲۰۲۳، روزهای شنبه و یکشنبه ساعت ۲۲:۳۰ (کی‌اس‌تی) از ئی‌ان‌ای برای ۱۰ قسمت پخش شد.